# تشاراس (القنب)

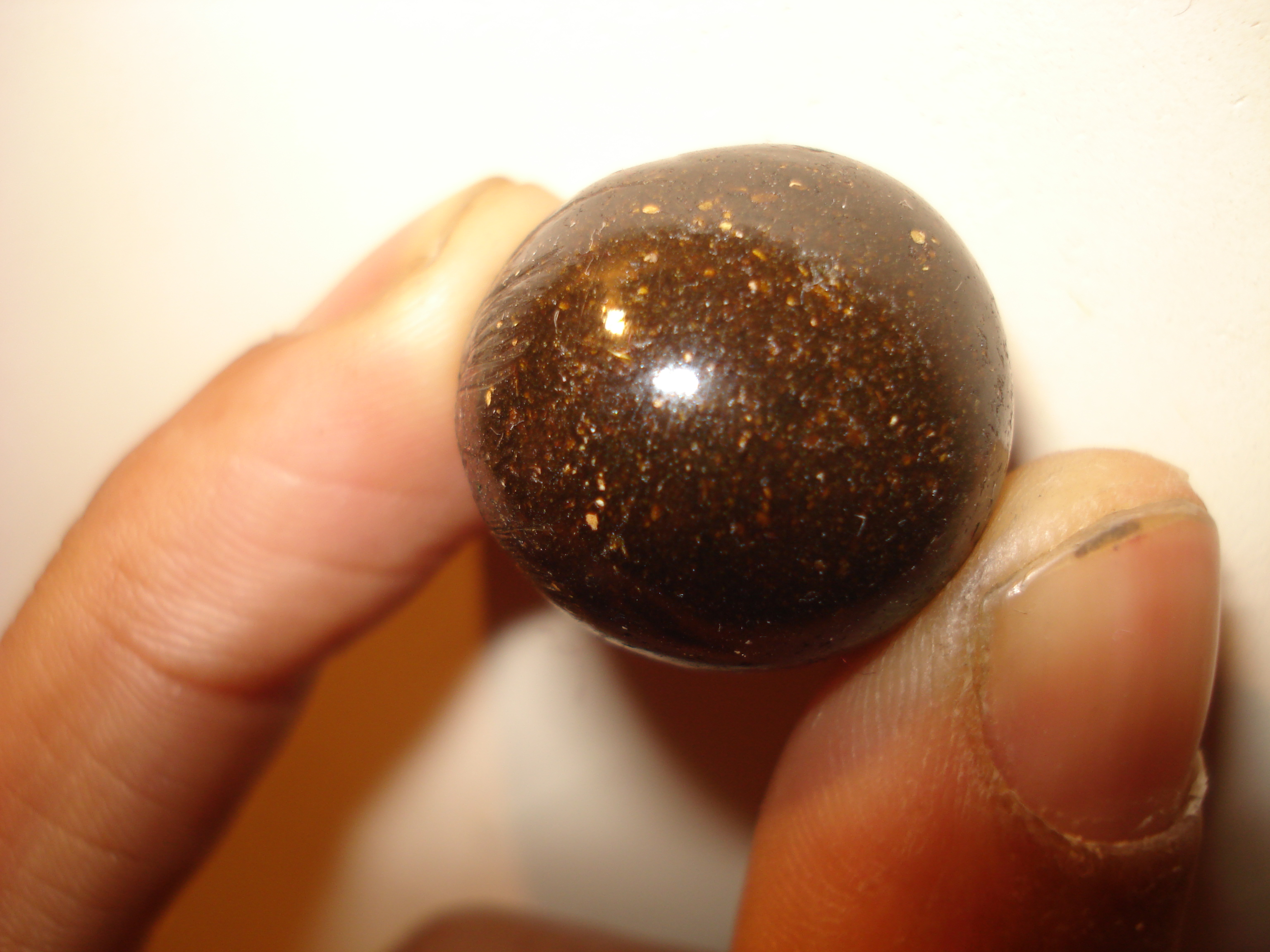
تشاراس مصنوع في وادي توش شمال الهند

التشاراس هو مركز القنب المصنوع من راتنج نبات القنب الحي (القنب المزروع إما سلالات إنديكا أو سلالات القنب المزروع الفرعية) ويتم صنعه يدويًا في شبه القارة الهندية وجامايكا.  ينمو النبات بريا في جميع أنحاء شمال الهند على طول سلسلة جبال الهيمالايا (مكان منشأه المفترض) وهو محصول نقدي مهم للسكان المحليين.  
الفرق بين التشاراس والحشيش هو أن الحشيش مصنوع من نبات القنب الميت وأن التشاراس مصنوع من نبات حي.  نسخة محفوظة 7 يونيو 2023 على موقع واي باك مشين. 

## تاريخه
تم استخدام التشاراس في جميع أنحاء شبه القارة الهندية للأغراض الطبية والدينية لآلاف السنين، وتم بيعه في المتاجر الحكومية (جنبًا إلى جنب مع الأفيون) في وقت الراج البريطاني. 
في الهند المستقلة وحتى الثمانينيات أصبح بيع واستهلاك القنب غير قانوني في شبه القارة الهندية. 
يلعب التشاراس دورًا مهمًا وغالبًا ما يكون جزءًا لا يتجزأ من ثقافة وطقوس بعض طوائف الديانة الهندوسية، خاصة بين الشيفاويين - الذين يركزون على التقاليد الشيفية (على عكس الفايشنافيون الذين يركزون على التقاليد الفايشنافية) - ويقدرها البعض على أنها أحد جوانب اللورد شيفا. 
على الرغم من هذا التاريخ الطويل، الا ان التشاراس أصبح غير قانونيا في الهند تحت ضغط من الولايات المتحدة في عام 1985 وحظر قانون المخدرات والمؤثرات العقلية زراعة والاتجار بالتشاراس .   تم إنتاج التشاراس أيضًا في نيبال وبيع في متاجر الاحتكار الحكومية في كاتماندو حتى أصبح استخدام القنب، وبالتالي التشاراس، غير قانونيا في نيبال بسبب الضغط الدولي في عام 1976. 
لا يزال التشاراس شائعًا في شبه القارة الهندية وغالبًا ما يستخدمه السادوسيين لأغراض دينية.  ، ويدخنه الناغا و طائفتا أغوريس وتانتري بهايرافا بحرية كجزء لا يتجزأ من ممارستهم الدينية.   ويدخنه الكثيرون في أنابيب طينية تسمى التشيلوم، باستخدام قطعة قماش قطنية لتغطية نهاية التشيلوم ثم إدخال مخروط معبأ بإحكام بحجم الحصى من الطين كمرشح تحت جزء من التشاراس. وقبل إشعال التشيلوم، يهتفون بأسماء شيفا العديدة في تبجيل. وهو متاح بحرية في عدة أماكن في جميع أنحاء الهند خاصة حيث يوجد ازدحام قوي للسياح.  على الرغم من أنه يمكن العثور على التشاراس في عدة أماكن حول الهند، إلا أنه لا يمكن تتبع تصنيعه إلا إلى مواقع محددة في الهند مثل وادي بارفاتي، (كاسول، راسول، مالانا («كريم مالانا»)، كشمير بالإضافة إلى عدة أماكن أخرى في شمال الهند. هناك أيضًا كمية كبيرة من التشاراس التي يتم تصديرها بشكل غير قانوني إلى أوروبا. 

## الزراعة والصنع

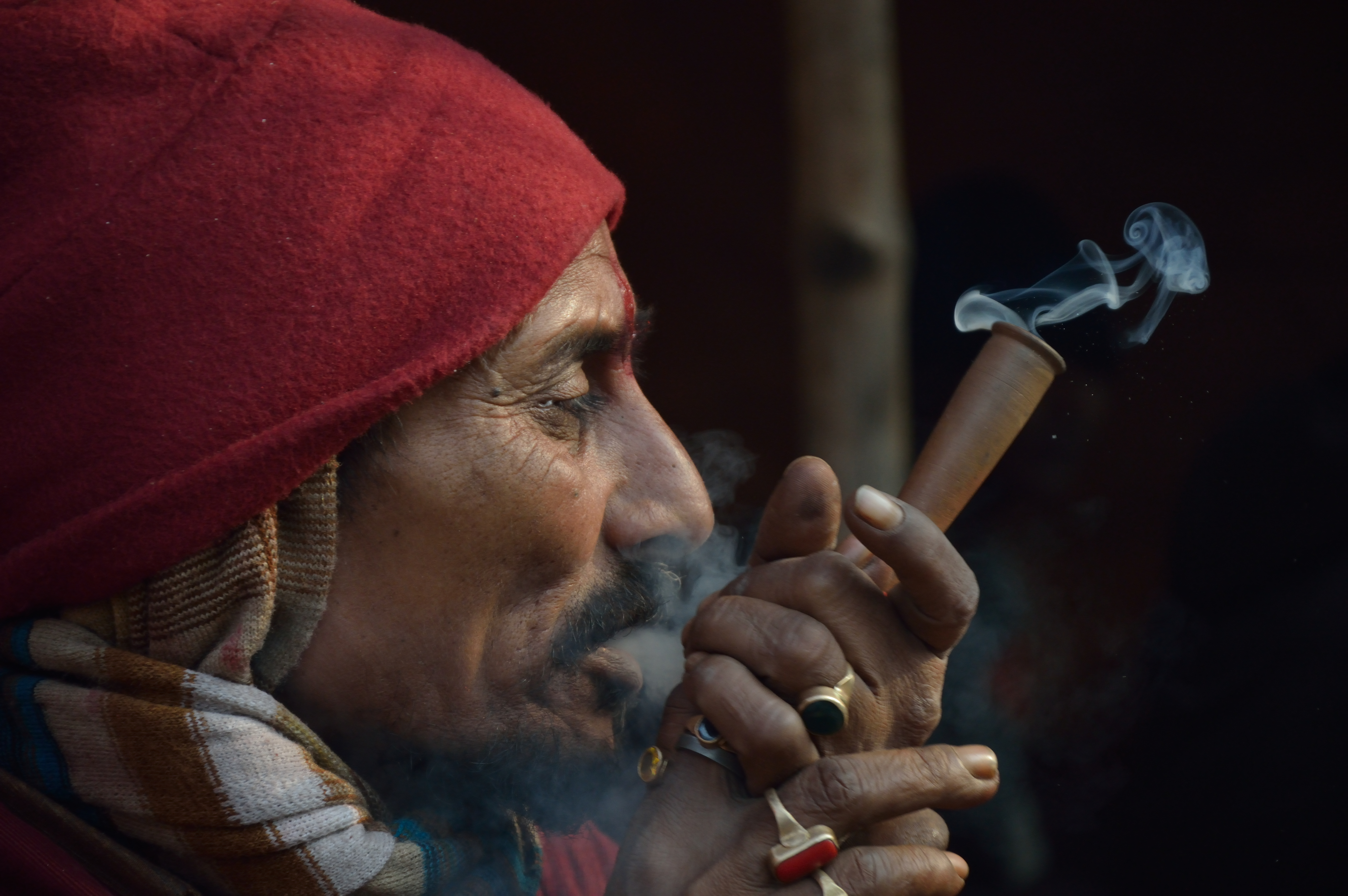
رجل يدخن بإستخدام التشوليوم في كولكاتا، الهند

يأتي الحشيش عالي الجودة في الهند من القنب المزروع في الجبال، أو الذي يتم تهريبه من باكستان وأفغانستان. وتعتبر الأنواع من ولاية هيماجل برديش من أعلى مستويات الجودة في جميع أنحاء الهند. وهي متوفرة بسهولة في كينناور، شيملا، كارسوغ، كومارسين، باروت، كولو-مالانا، رامبور بوشهر. لهذا السبب، أصبحت شبه القارة الهندية شائعة جدًا لدى الرحالة.   أثناء الحصاد بالأيدي، يتم فرك البراعم المزهرة لنبات القنب الحي (بدلاً من النباتات / البراعم المجففة) بين كفي حصاديها لصنع التشاراس.

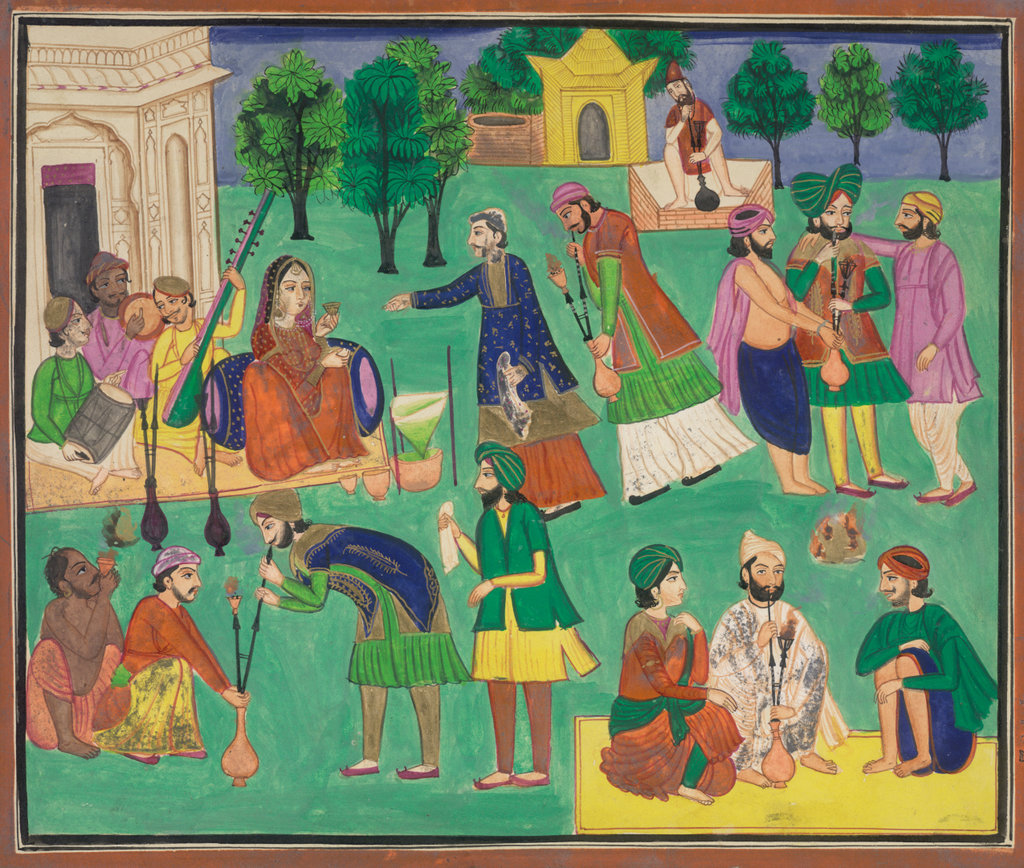
تدخين التشاراس، وهو نوع من القنب الهندي المستورد إلى شمال الهند من تركستان الشرقية، حوالي عام 1870

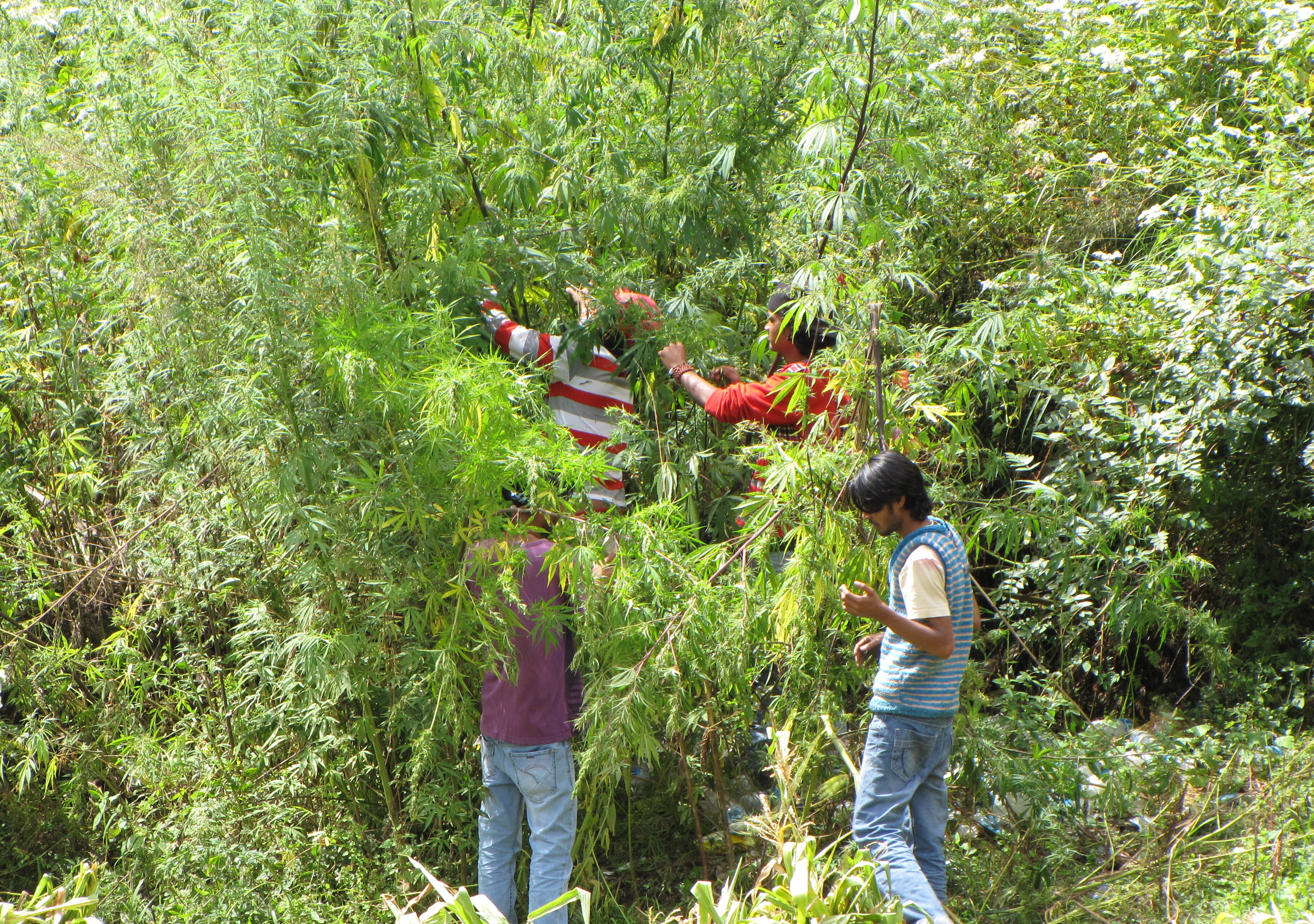
القرويون المحليون يصنعون التشاراس في قرية توش، وادي بارفاتي، هيماشال براديش